# Drahovce
Drahovce (deutsch Drachowitz, ungarisch Vágdebrőd – bis 1907 Drahóc) ist eine Gemeinde im Okres Piešťany innerhalb des Trnavský kraj in der Slowakei mit etwa 2600 Einwohnern.

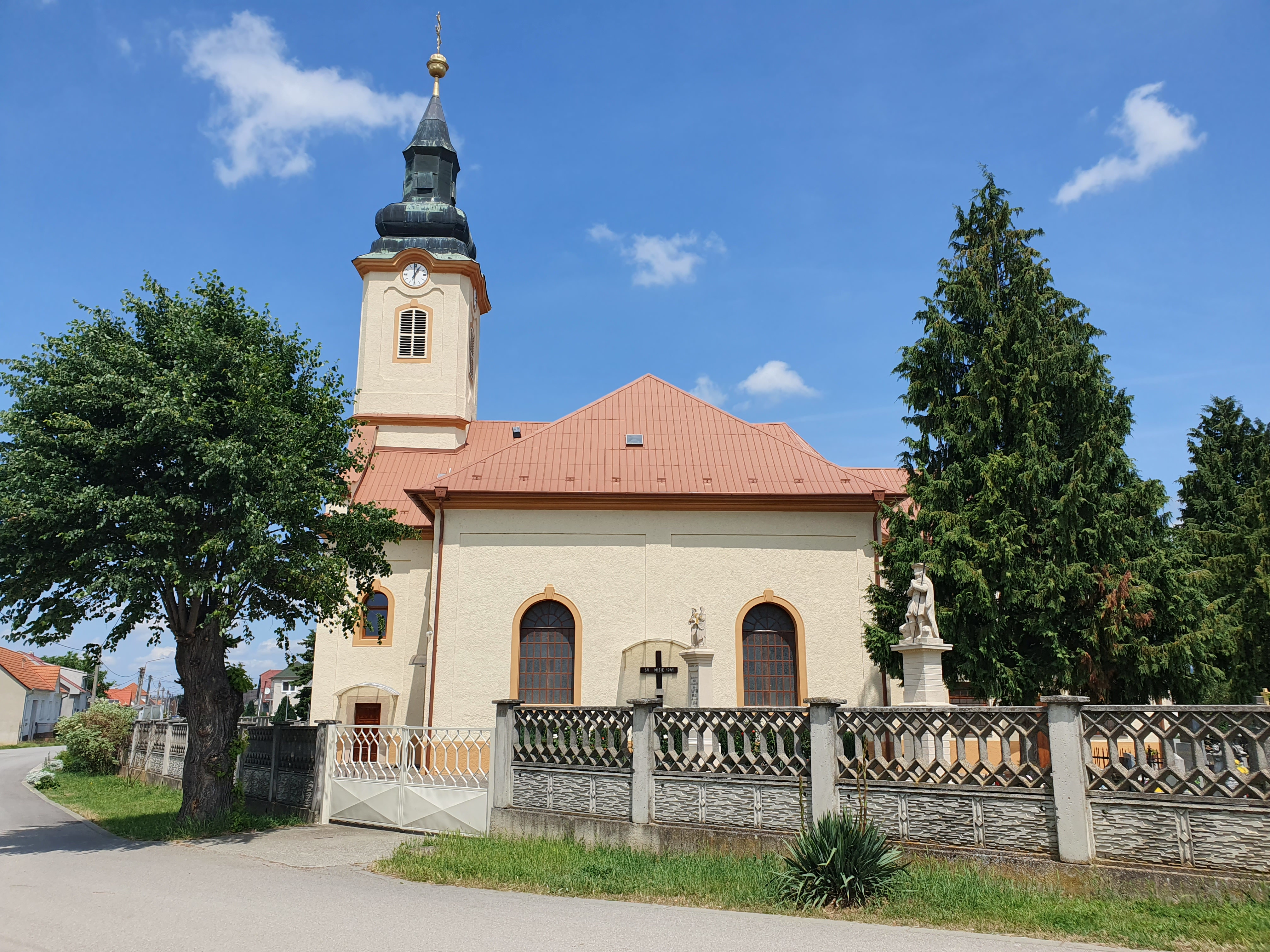
Kirche in Drahovce

## Geographie
Die Gemeinde liegt im nördlichen Teil des slowakischen Donautieflands, im Donauhügelland. Sie liegt gleich nebenan der Waag, genauer des Kanals Drahovský kanál; auf der anderen Seite des Flusses erhebt sich der Inowetz, während nach Nordwesten die Kleinen Karpaten sichtbar sind. Der Ort ist neun Kilometer von Piešťany und neun Kilometer von Leopoldov entfernt.
Zur Gemeinde gehört neben dem Hauptort auch der Teil Voderady, der hinter der Autobahn liegt.

## Geschichte
Der Ort wurde zum ersten Mal 1113 als Debret, 1246 dann als Scepdras schriftlich erwähnt. Die Einwohner beschäftigten sich mit der Landwirtschaft und es wurden auch Wassermühlen an der Waag nachgewiesen. Der Ort wurde in der Vergangenheit mehrmals vom Waag-Hochwasser in Mitleidenschaft gezogen, wie zum Beispiel im Jahr 1813. Das Ende der Hochwassergefahr kam erst nach 1961, als vom Stausee Sĺňava ausgehend der Drahovský kanál zum neuen Wasserkraftwerk bei Madunice errichtet worden war.
Bis 1918 lag der Ort innerhalb des Komitats Neutra im Königreich Ungarn, danach kam er zur Tschechoslowakei und ist seit 1993 Teil der heutigen Slowakei.

## Bevölkerung
| Jahr                | 1994 | 2004    | 2014    | 2024    |
| ------------------- | ---- | ------- | ------- | ------- |
| Anzahl der Personen | 2478 | 2564    | 2561    | 2592    |
| Unterschied         |      | +3,47 % | −0,11 % | +1,21 % |

| Jahr                | 2023 | 2024    |
| ------------------- | ---- | ------- |
| Anzahl der Personen | 2610 | 2592    |
| Unterschied         |      | −0,68 % |